# 伊朗罪案

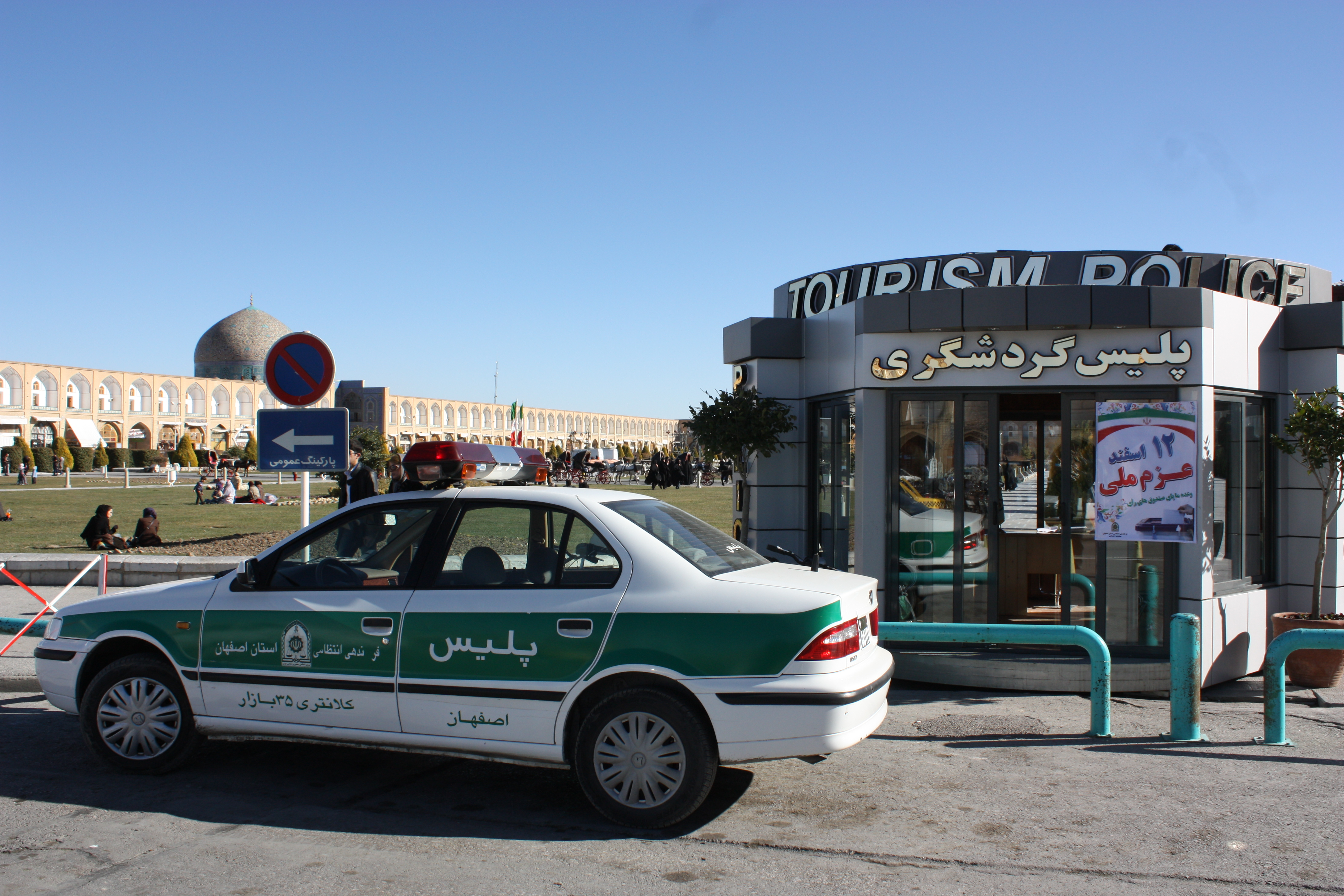
一輛伊朗警車。

伊朗罪案（英語：Crime in Iran）的形式多種，例如：謀殺、綁架、偷竊、詐騙、洗錢、非法藥物貿易、街頭販售藥物、走私酒類、走私石油、逃稅以及犯罪分子從事的多種一般罪行。

## 非法藥物貿易和洗錢
伊朗的非法藥物貿易是個重大，而且一直存在的問題。伊朗位於西亞，是阿富汗生產的海洛因運往歐洲的重要轉運點。伊朗有2.8%的人口有藥物成癮問題，是全球成癮率最高的國家之一，鄰國阿富汗的成癮率則為10-15% 。根據公佈的數據，伊朗在禁毒運動中，已經折損近3,500名警察和安全人員，這種禁毒運動每年花費國家近10億美元。被捕的走私者有數百名被絞刑處死。
伊朗政府估計該國在2015年的非法藥物貿易金額即達到10兆伊朗土曼（1伊朗土曼等於10里亞爾，依當年匯率約值3.45億美元），金錢的其中一些已經投入“選舉活動，以獲得選票”，去影響國家政治（參見伊朗政治）。

### 鴉片
伊朗的藥物使用者中以吸食鴉片為主。伊朗本身幾乎不生產鴉片；而是從鄰國阿富汗輸入。在2006年，阿富汗生產的鴉片中有超過53%經過伊朗轉運到其他國家。伊朗採取各種措施來反制這類非法貿易，包括在伊朗東南邊境增派警力，並制定嚴厲法律以懲罰觸犯並經定罪者。
伊朗已成為打擊這類非法貿易的領先國家；伊朗當局迄今已緝獲的鴉片數量佔全世界的85%以上。2009年至2010年間，伊朗警方緝獲的非法藥物總量超過340噸。

## 逃稅
根據伊朗體制確定國家利益委員會在2002年的調查，伊朗有超過60%的經濟活動都有避稅或逃稅的情事：40%的經濟活動被歸類在免稅範圍，其餘21%則根本沒交易記錄。伊朗國家稅務局單單在2018財務年度，就透過稅務審查而徵收到原本意圖逃稅，價值達到184兆里亞爾（15億美元）的稅款。從2015年開始，伊朗議會決定對Setad國營機構和伊斯蘭革命衛隊所屬事業徵稅。（參見“伊朗經濟”英文版中#Islamic Revolutionary Guard Corps）
在2014年的國際媒體報導，在瑞士的匯豐銀行洩密醜聞中的逃稅者名單裡面包含有伊朗國民（參見瑞士匯豐銀行洩密事件）。
2019年，伊朗的稅收增加35%，據報為打擊逃稅的結果。據稅務機關估計，截至2021 年，稅務欺詐每年讓伊朗國庫損失的稅金達到45億美元。

## 人口販賣
根據美國國務院的說法：“伊朗是女性遭受性剝削和非自願勞工而遭受販運的來源地、中轉地以及目的地。伊朗婦女在當地遭到販運,其目的是透過強迫賣淫和接受強迫婚姻來償還家庭債務。伊朗兒童在國內遭到販售，而阿富汗兒童被販售到伊朗的目的是用於強迫婚姻、剝削性賣淫和作非自願性的乞丐或是勞工。據非政府消息來源稱，伊朗婦女和女孩也被販售到巴基斯坦、土耳其、卡達、科威特、阿拉伯聯合大公國、法國、德國和英國，從事商業賣淫活動”

## 酒精走私
伊朗在1979年革命後不久，開始限制國內酒精飲料的生產和消費。即使有這項禁令，今日伊朗仍然流行走私酒類。據報導，伊朗每天有超過250萬美元的酒類以走私方式進入伊朗。走私酒類進入伊朗困難重重；邊境安全部隊曾多次與不法者者發生衝突，造成多人死亡。

## 石油走私
在伊朗，石油走私（主要為汽油）是個大問題。伊朗人支付的汽油平均價格為每升25美分，而在伊朗鄰國，每升的價格則超過1美元，使得石油走私成為十分有利可圖的買賣。伊朗每年有超過18億升成品油走私到鄰國。這些國家包括阿富汗、伊拉克、巴基斯坦和土耳其。

## 刑罰
伊朗是執行死刑人數最高的國家之一（僅次於中國）。根據伊朗法律，通姦和同性戀行為被視為非法，在某些情況下會被判處死刑。對藥物使用和販運的處罰相當嚴厲；任何人因持有、使用或販運非法藥物而被判有罪，可能會被判處長期監禁、巨額罰款、甚至是死刑。

## 外部連結
- Drug trafficking and other criminal markets in Iran